# Achacy Freundt
Achacy Freundt (ur. ok. 1480 w Elblągu, zm. 1533 we Fromborgu) – sekretarz królewski, kanonik.

## Życiorys

### Szkoła i wykształcenie
Achacy Freundt w 1501 r. rozpoczął studia na Uniwersytecie w Lipsku, które ukończył w 1504 r. Następnie studiował na Uniwersytecie Krakowskim. Później zaczął kształcić się na Uniwersytecie we Frankfurcie nad Odrą, gdzie w 1511 r. otrzymał tytuł profesora prawa. Rok później, w tym samym miejscu uzyskał tytuł doktora prawa.

### Praca
Po ukończeniu nauki, pracował jako rektor Uniwersytetu we Frankfurcie nad Odrą. W 1517 r. został kanclerzem Biskupa Warmińskiego Fabiana Luzjańskiego. Następnie w 1521 r. mianowano go kanclerzem Warmińskiej kapituły katedralnej (Kapituły fromborskiej), a w 1530 r. otrzymał godność proboszcza Parafii pw. św. Mikołaja w Elblągu.

### Działalność
Kanonik słynął z szerzenia humanizmu. Zagadnienia z tego nurtu wplątał w swoją działalność duszpasterską.